# 朝鲜半岛传统音乐
朝鮮半島傳統音樂分为民俗音乐和宫廷音乐两种。

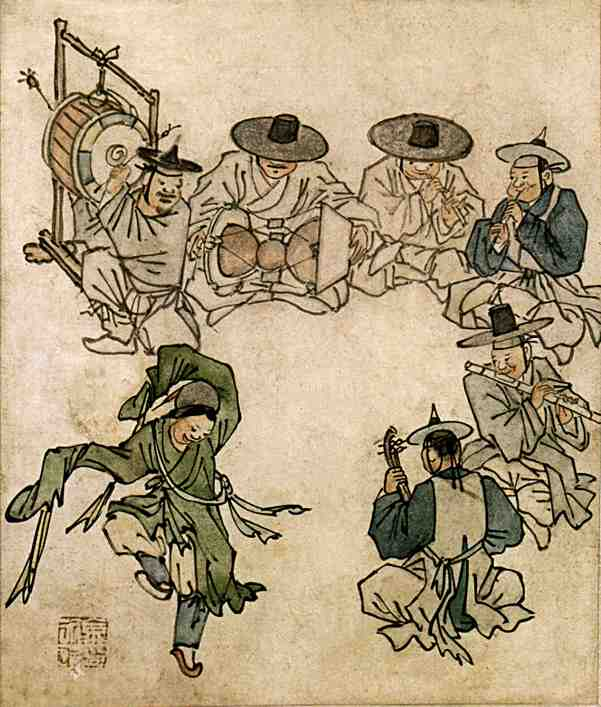
朝鲜半岛传统音乐的演奏时的画面

朝鲜传统民俗音乐形式多样，主要包括盤索里、农乐和散调等。其中盤索里作为一种朝鲜传统曲艺形式列入了人类非物质文化遗产代表作名录。农乐和散调则被列入韩国国家无形文化财。
朝鲜宫廷音乐是朝鲜半岛古代为宫廷王室和贵族演奏的音乐，包括雅乐、鄉樂和唐乐。其中雅乐是从中国引进；鄉樂为朝鲜半岛本地音乐；唐乐最初是新罗从唐朝宫廷引入，后又融合朝鲜半岛当地音乐。宗庙祭礼乐作为朝鲜宫廷音乐与宗庙祭礼一同被列入人类非物质文化遗产代表作名录。

## 乐器
朝鲜传统乐器有伽倻琴、玄琴、杖鼓、大笒、短簫、奚琴等。